# روبرتو مويا
روبرتو مويا (بالإسبانية: Roberto Moya)‏ هو منافس ألعاب قوى إسباني وكوبي، ولد في 11 فبراير 1965 في هافانا في كوبا.

## وصلات خارجية
- روبرتو مويا على موقع الاتحاد الدولي لألعاب القوى (الإنجليزية)
- روبرتو مويا على موقع اللجنة الأولمبية الدولية (الإنجليزية)
- روبرتو مويا على موقع أوليمبيديا (الإنجليزية)